# Хирт
Хирт (њем. Hürth) град је у њемачкој савезној држави Северна Рајна-Вестфалија. Једно је од 10 општинских средишта округа Рајн-Ерфт. Према процјени из 2010. у граду је живјело 56.983 становника. Посједује регионалну шифру (AGS) 5362028, NUTS (DEA27) и LOCODE (DE HUE) код.

## Географски и демографски подаци
Хирт се налази у савезној држави Северна Рајна-Вестфалија у округу Рајн-Ерфт. Град се налази на надморској висини од 54–154 метра. Површина општине износи 51,2 km². У самом граду је, према процјени из 2010. године, живјело 56.983 становника. Просјечна густина становништва износи 1.114 становника/km².

## Међународна сарадња
| Мјесто         | Држава               | Врста сарадње | Од    |
| -------------- | -------------------- | ------------- | ----- |
| Скавина        | Пољска               | партнерство   | 1996. |
| Спејкенисе     | Холандија            | партнерство   | 1966. |
| Тетфорд        | Уједињено Краљевство | партнерство   | 1966. |
| Аржеле сир Мер | Француска            | партнерство   | 1988. |
| Кабарнет       | Кенија               | партнерство   | 1988. |
|                | Турска               | партнерство   | 2011. |
| Извор          |                      |               |       |